# El Porvenir (1845)
El Porvenir fue un periódico que se publicó en Santiago de Compostela en 1845.

## Historia y características
Subtitulado Revista de la Juventud Gallega, apareció, por primera vez, el 3 de febrero de 1845 con el lema "Todo para Galicia". Se editaba en la Imprenta de la Viuda e Hijos de Compañel y aparecía tres veces al mes. Su director fue Antolín Faraldo, y sus redactores Antonio Romero Ortiz y José Rúa Figueroa. Salieron a la calle 14 números, el último número apareció el 28 de agosto del mismo año, pues el gobernador de la Coruña decretó su suspensión el 1 de septiembre.
En este periódico apareció el manifiesto Nuestra bandera literaria, probablemente de la autoría de Ramón de la Sagra, en el que se defendía la anarquía literaria como camino para conseguir una emancipación absoluta del pensamiento. Por esta razón algunos autores lo consideran como el primer periódico anarquista del mundo.